# Jean Chrétien Baud (1789-1859)
Jean Chrétien baron Baud (Den Haag, 23 oktober 1789 – aldaar, 27 juni 1859) was een Nederlands officier der Marine, later onder meer minister van Marine, minister van Koloniën en luitenant-gouverneur-generaal van Nederlands-Indië.

## Loopbaan

### Vroege loopbaan

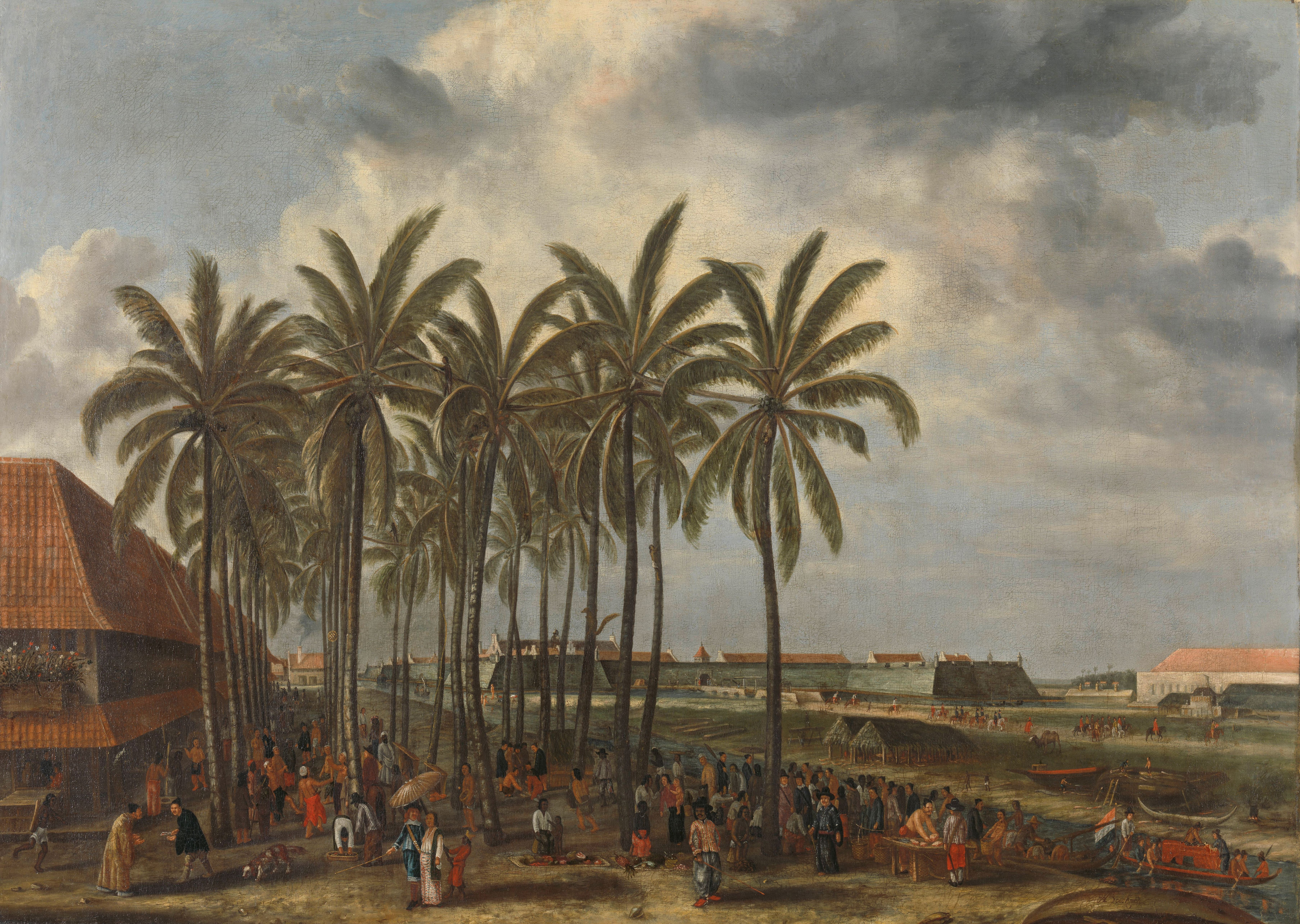
Kasteel van Batavia

Baud ontving zijn opleiding te Den Haag, Anholt en 's-Hertogenbosch, werd in november 1803 aangenomen op de artillerieschool te Breda maar verkoos een aanstelling (2 mei 1804) als cadet surnumerair bij de Marine te Hellevoetsluis. In november daarop volgend werd hij aangesteld als cadet bij de Marine. Hij werd in juni 1807 bevorderd tot adelborst eerste klasse en vertrok op 23 augustus met De Vlieg met bestemming Java. Het schip werd echter nabij S. Salvador (Brazilië) door de Engels-Portugese vloot genomen en Baud bleef tot september 1809 in gevangenschap. Dit verhaal werd uitvoering omschreven in De Gids van 1860 (bladzijde 303). Hij reisde vervolgens als tweede stuurman op een Amerikaans koopvaardijschip naar Baltimore en maakte van daar, om de kost te verdienen, een reis als matroos naar New Orleans. In de zomer van 1810 keerde hij als matroos op een Amerikaans koopvaardijschip naar Europa terug. Hij werd in juni 1810 in Sleeswijk aan land gezet en keerde te voet van Husum naar Nederland terug.

### In dienst van het Indische gouvernement
Baud werd op 8 december van dat jaar benoemd tot enseigne de vaisseau en geplaatst aan boord van het op de Loire liggende fregat La Méduse, bestemd om gouverneur-generaal Jan Willem Janssens naar Indië over te brengen. Baud werd door Janssens tot waarnemend secretaris benoemd, kwam op 25 april 1811 voor Banjoewangi op Java aan en reisde met Janssens naar Buitenzorg, waar hij op 16 mei bij de overgave van het bestuur aan de Engelsen aanwezig was. Op 1 juni 1811 werd hij op zijn verzoek uit de zeedienst ontslagen en benoemd tot tweede commies; daarnaast bleef hij particulier secretaris van Janssens, waardoor hij steeds in de buurt was van die landvoogd bij de gebeurtenissen die de overgave van Java aan de Engelsen voorafgingen. In oktober 1811 werd hij benoemd tot tweede commies bij de Britse gouvernementssecretarie, het jaar daarop tot tweede translateur en vervolgens tot hoofdcommies aldaar. Hij verliet deze betrekking om met een Amerikaans koopvaardijschip een tocht te maken naar Kamschatka, maar te Macau werd dit schip door de Engelsen aangehouden en keerde Baud naar Java terug. Hier werd hij op 8 februari 1814 weer aangesteld tot hoofdcommies bij de secretarie en werd zeer vertrouwd met de inrichtingen van het Britse gouvernement. Zodoende was hij in capabel genoeg om na de overname op 19 augustus 1816 door de Nederlandse commissarissen-generaal benoemd te worden tot secretaris van het gouvernement. In deze functie was hij uitsluitend werkzaam voor Godert van der Capellen en bewees belangrijke diensten. Op 12 januari 1819 werd hij benoemd tot algemeen secretaris van de hoge regering en op 23 augustus 1821 werd hij om gezondheidsredenen op zijn verzoek ontslagen, waarop hij op 14 oktober Indië verliet.

### Activiteiten in Nederland

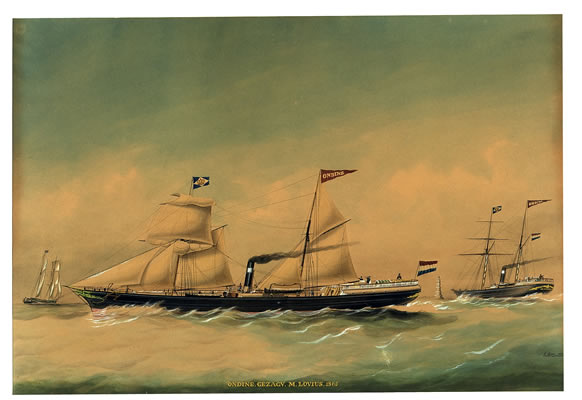
Ondine – het eerste schip van de Koninklijke Nederlandse Stoomboot-Maatschappij uit 1856. Aquarel door Jacob Spin.

Na terugkeer in Nederland had Baud enige besprekingen met minister van Koloniën Anton Reinhard Falck over koloniale aangelegenheden en op verzoek van Falck diende hij een nota in over de kwestie betreffende de landverhuren in de vorstenlanden. Zijn mening was dat die verhuren slechts dan nuttig konden zijn waar het gezag van het gouvernement nog niet voldoende gevestigd was om een beter stelsel in te kunnen voeren en handhaven. Daarbij verwachtte hij veel van een kolonisatie van werkende Europeanen, afgescheiden van de inlandse bevolking, om daardoor in verloop van tijd aan Java genoeg eigen kracht te verschaffen tot zelfbehoud. Baud wees in de nota reeds op de waarschijnlijkheid van een verovering der Filipijnen door de Verenigde Staten, die inderdaad ongeveer driekwart eeuw later plaatsvond. Onder minister Falck bleef Baud buiten ambtsbetrekking; hij was toen werkzaam ten behoeve van de vertaling en verspreiding van de Bijbel in Nederlands-Indië en tot het bevorderen van de stoomvaart in Nederland, wat resulteerde in de oprichting van de Nederlandse Stoomboot Maatschappij te Rotterdam. Van 1824 tot 1832 en van 1836 tot 1836 was hij lid der permanente commissie van toezicht van die Maatschappij. Toen op voorstel van de Raad van Nederlands-Indië onder Muntinghe besloten was tot de oprichting van de Nederlandsche Handel-Maatschappij trad Baud als lid en secretaris van een bij Koninklijk Besluit van 7 mei 1824 opgerichte commissie op. Deze commissie moest gezamenlijk met de afgevaardigden van de aandeelhouders de artikelen van overeenkomst met de Maatschappij ontwerpen.
In deze positie werkte Baud krachtig mee om zowel de werkkring van de Maatschappij zo ruim mogelijk te maken als om te verhinderen dat zij zou kunnen optreden als een lichaam van staatkundig bestuur. Niet lang nadat minister Elout op 24 maart 1824 aan het hoofd was gekomen van het Ministerie van Nationale Nijverheid en Koloniën werd Baud, die Elout in Indië beter had leren kennen en waarderen, op 30 juli 1824 benoemd tot directeur voor de zaken der Oost-Indische bezittingen bij het Department. Hij was toen hoofdzakelijk adviseur van de minister. Bij Koninklijk Besluit van 5 april 1825 werd het Ministerie van Marine verenigd met dat van Koloniën en Baud benoemd tot directeur voor de zaken van de Koloniën. Ook de West-Indische koloniën kwamen nu onder zijn jurisdictie. In Nederland meende men dat de zaken in Indië tijdens de periode 1818-1824 een bevredigend verloop hadden gehad, maar deze mening veranderde toen er klachten kwamen van kooplieden over het verlopen van de handel en Muntinghe berekende dat de toestand der financiën van 1816-1823 er met 23 miljoen op achteruit was gegaan. Overigens kon men wegens een grote achterstand in de boekhouding geen goed overzicht van de ware stand van financiële zaken verkrijgen.

### Terug naar Indië

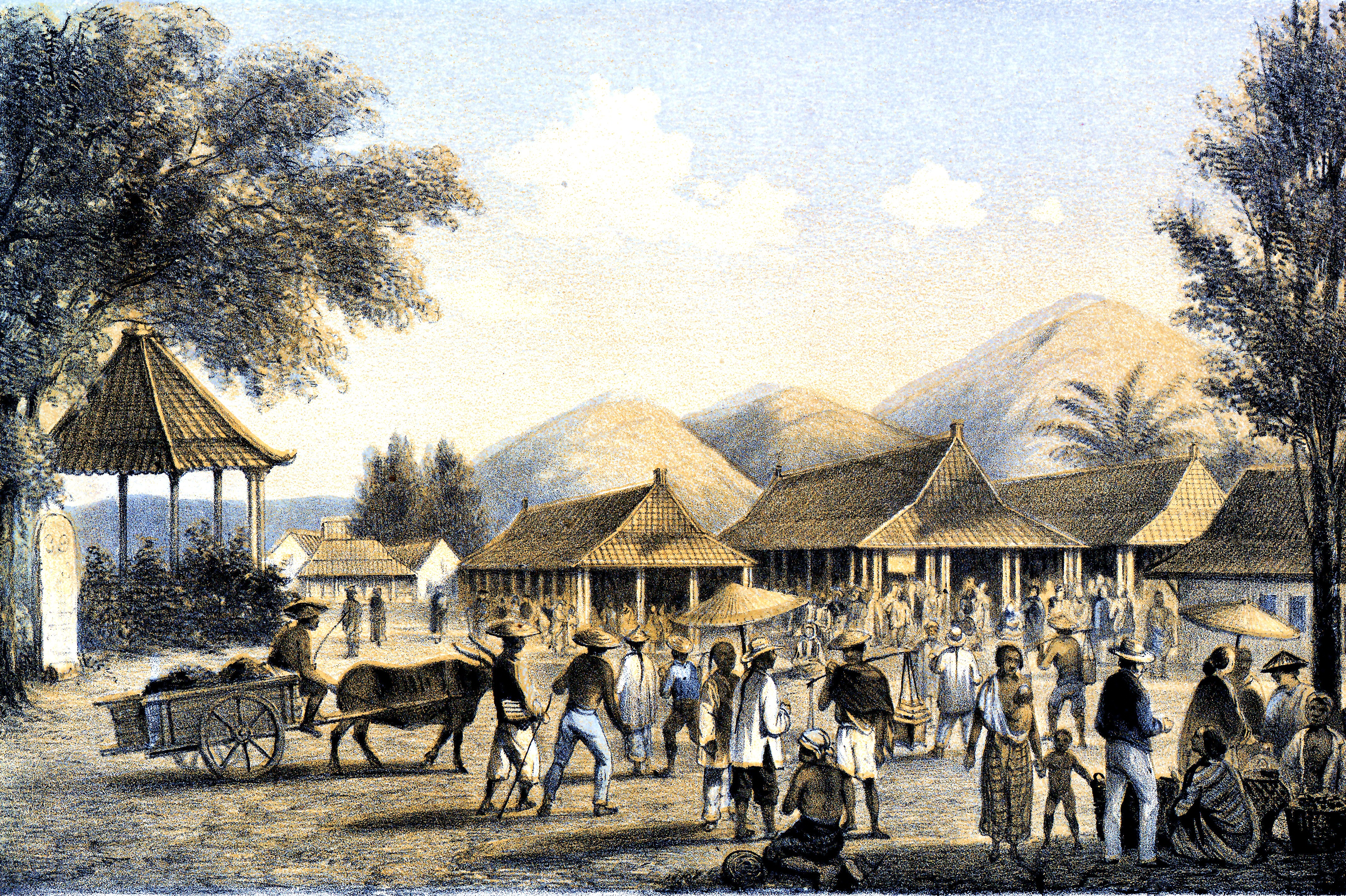
Bazar te Buitenzorg

Nu werd Leonard du Bus de Gisignies naar Indië gezonden; tijdens diens bestuur nam Baud een belangrijk aandeel in de oprichting der Javaanse Bank. Het stelsel van Du Bus de Gisignies was er een van bezuiniging, maar welke moeite deze ook deed, de toestand der financiën bleef, vooral ten gevolge van de Java-oorlog, onbevredigend. Het gevolg was dat generaal J. van den Bosch tot gouverneur-generaal werd benoemd om zijn stelsel (gedwongen cultures en leveranties) in te voeren. Elout, die zich met dat stelsel niet verenigen kon, trad af en werd op 29 december 1829 vervangen door P.L.J. Servais van Gobbelschroy. De invloed van Baud op een minister die bij zijn optreden geen kennis van het bestuur der koloniën had was zeer groot maar al een jaar later werd deze, mede ten gevolge van de gebeurtenissen in België, vervangen door Gerard George Clifford, die ad interim als minister van Koloniën optrad. Door de toestand in België ging Nederland gebukt onder een steeds toenemende financiële last en werd vergroting van het productief vermogen van Indië van het grootste belang geacht. Het cultuurstelsel moest nu de gewenste remise naar Nederland mogelijk maken.
Toen Van den Bosch de wens te kennen gaf om te repatriëren en nogmaals had gewezen op de noodzakelijkheid hem te vervangen door iemand die overtuigd was van de noodzaak van het door hem ingevoerde cultuurstelsel werd Baud op 28 juli 1832 belast met een zending naar Nederlands-Indië om, in afwachting van een nadere beschikking van de koning Willem I, het bestuur van Van den Bosch over te nemen als deze Indië verliet. Hij vertrok op 22 september 1832 uit Holland en kwam op 10 januari 1833 te Batavia aan. Op 23 januari daarop volgend werd hij als vicepresident der Indische regering geïnstalleerd; Van den Bosch bleef nog enige tijd om hem volledig op de hoogte te brengen en deed met hem een reis over Java. Kort tevoren was besloten tot de verplichte levering van koffie terug te keren en die cultuur belangrijk uit te breiden. Van den Bosch maakte op 27 juni gebruik van de hem op 17 januari 1832 verleende bevoegdheid om als commissaris-generaal op te treden, waarop Baud op 2 juli daarop volgend als gouverneur-generaal ad interim het bestuur overnam. Baud was door de koning de ongewijzigde handhaving van het stelsel van Van den Bosch aanbevolen. Nadat Van den Bosch een reis naar Sumatra's Westkust had gemaakt en nog bijzondere voorschriften omtrent het financiële beheer aan Baud had gegeven verliet hij Nederlands-Indië op 2 februari 1834. Baud was weinig vrijheid van handelen gelaten en hij trachtte het cultuurstelsel zo veel mogelijk te verbeteren.

### Gouverneur-generaal van Nederlands-Indië

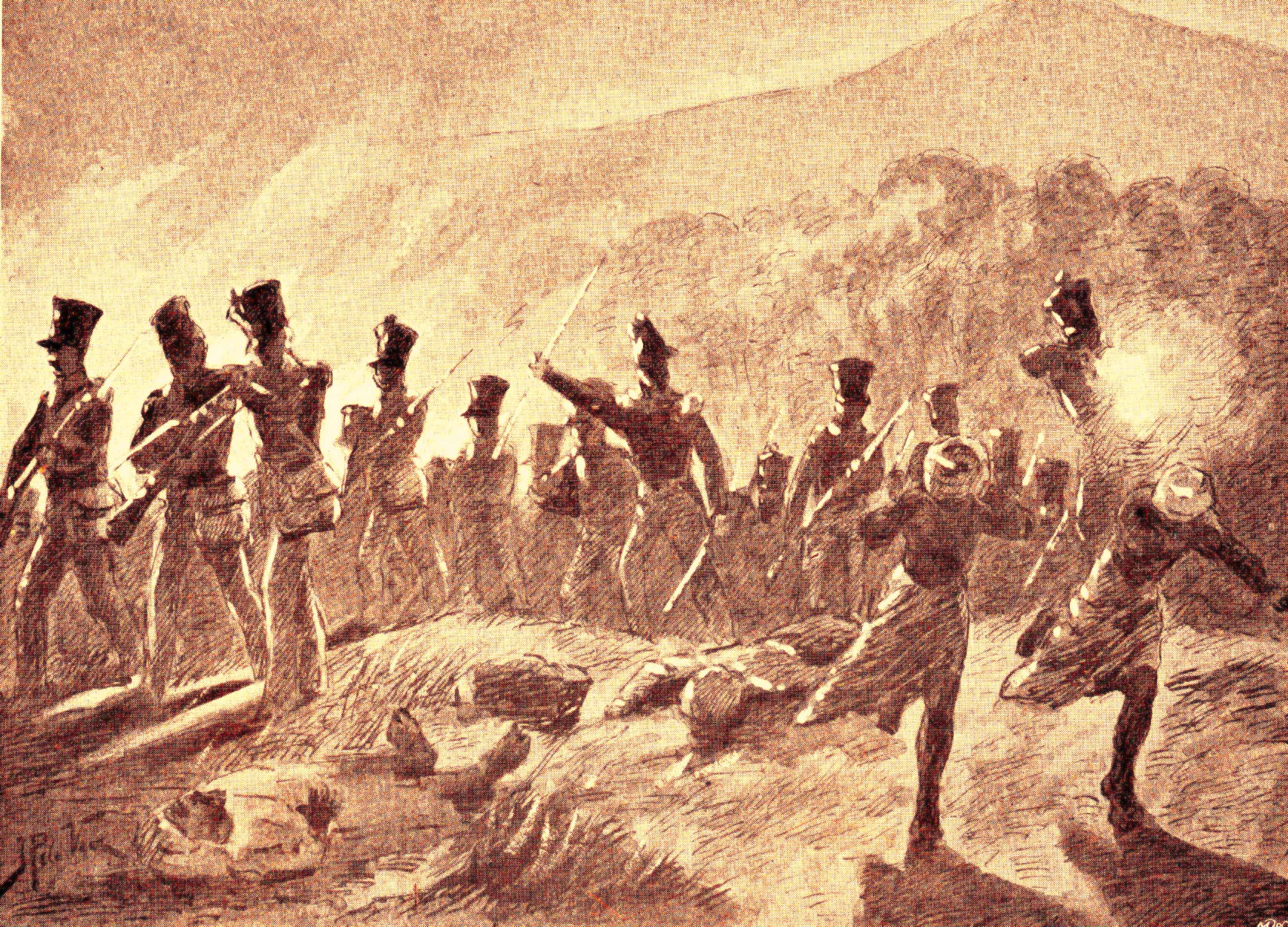
Aftocht van de bezetting van Fort Amerongen tijdens de Padri-oorlogen

Baud was van mening dat als de cultures met beleid in de geest van de oude volksinstellingen waren geregeld, als er niet te veel van de bevolking werd gevergd en het werk voldoende werd beloond, er geen tegenstand van haar kant te vrezen was. In verband hiermee ondernam hij op 1 mei een nieuwe inspectiereis over geheel Java en Madoera, die drie maanden duurde. Het gevolg van die reis was uitbreiding van het cultuurstelsel, maar wijziging of afschaffing daarvan in die streken, waar de toestand het eiste. Het kostte Baud grote moeite de financiële ondergeschiktheid aan het moederland van het Indische bestuur in te slijpen, alsmede het handhaven van een streng en zuinig beheer, dat Baud door Van den Bosch was voorgeschreven. Onder zijn bestuur werd een belangrijk reglement omtrent de particuliere landerijen ten westen van Tjimanoek ingevoerd. Overigens bleef het onder zijn bewind verder rustig, alleen vond er een volksoploop plaats in Passoeroean en Soerabaja plaats (augustus 1833).
Ten opzichte van het bestuur van de buiten Java gelegen bezittingen volgde Baud zo veel mogelijk de door Van den Bosch aangegeven gedragslijn om de bemoeienissen met het grootste gedeelte daarvan zo veel mogelijk in te krimpen en alle krachten te concentreren om Java, Sumatra en Banka te exploiteren en te beschermen. Na de mislukte onderneming tegen Bondjol tijdens het verblijf van Van den Bosch op Sumatra in 1833 werd de toestand aldaar ongunstiger. In 1834 hadden opnieuw onderhandelingen met de Padri's plaats, maar zonder gevolg. In april 1835 werden de operaties tegen Bondjol hervat maar het gelukte niet die plaats in te nemen. Een expeditie naar de Lampongse Districten in oktober 1834 werd met succes bekroond. Na het zenden van een oorlogsschip naar Lingga in 1834 en andermaal in 1835 onderwierp de sultan zich aan de gestelde eisen. Met de sultan van Djambi werd een verdrag gesloten, waardoor het recht werd verkregen tot het bezetten van Moeara Kompeh aan de rivier van Djambi. Minister van den Bosch trachtte herhaaldelijk Baud over te halen zijn verblijf in Indië te verlengen maar deze had zich alleen bereid verklaard zijn terugkeer na de komst van zijn opvolger enige maanden te verschuiven tot het geven van inlichtingen. Generaal Dominique Jacques de Eerens werd op 5 september 1834 benoemd tot luitenant-gouverneur-generaal van Nederlands-Indië, kwam op 24 februari 1835 te Batavia aan en trad op 29 februari 1836 als gouverneur-generaal op. Aan De Eerens was opgedragen geen veranderingen door te voeren in de wijze waarop de zaken door Baud behandeld waren. Een ontwerp-regeringsreglement, waarbij de gouverneur-generaal meer afhankelijk werd gemaakt van de Raad van Nederlands-Indië, door Baud ter vervanging van dat van 1829 ingezonden, werd in hoofdzaak ongewijzigd bij Koninklijk Besluit van 20 februari 1836 vastgesteld.

## Minister van Koloniën en Marine

### Financiële toestand van Nederlands-Indië

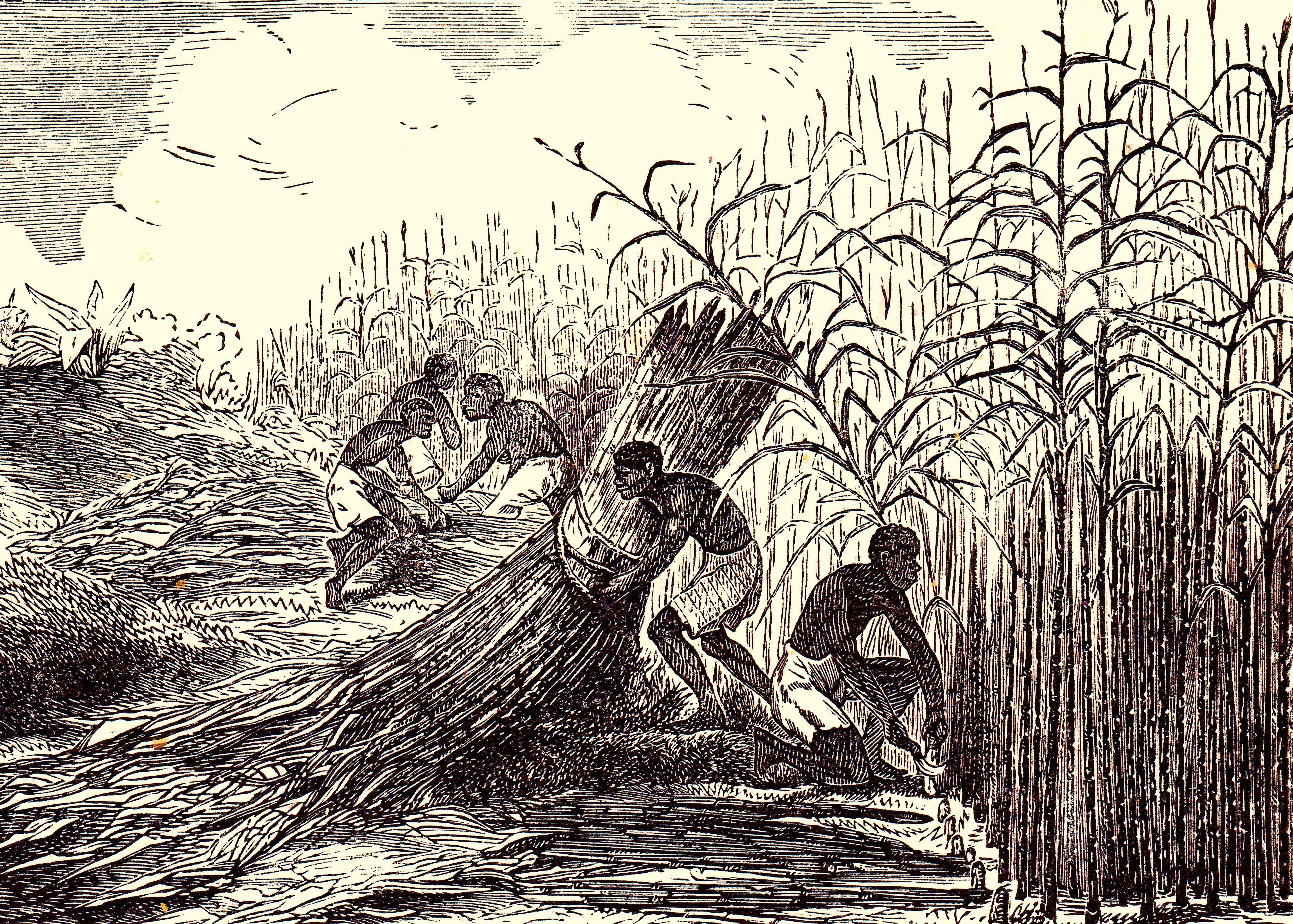
Suikerrietplantage ten behoeve van het batig slot

Baud vertrok op 8 april naar Nederland, waar hij op 14 augustus aankwam; kort daarna werd hij benoemd tot staatsraad in buitengewone dienst. Daarbij werd bepaald dat de Minister verplicht was het advies van Baud in te winnen omtrent alle punten van koloniale wetgeving en algemeen bestuur. Op 13 juni 1838 nam hij zitting in de Raad van State en op 12 juni werd hij benoemd tot een van de commissarissen tot regeling van de financiële aangelegenheden met België. Op 15 augustus 1840 werd deze commissie ontbonden. Nadat op 20 december 1839 het leningsontwerp van minister van den Bosch in de Tweede Kamer was verworpen werd Baud met ingang van 1 januari 1840 tot minister van Koloniën ad interim benoemd. Op 21 juli volgde zijn benoeming tot minister van Marine en Koloniën, maar op 23 oktober 1841 werden op zijn voorstel beide ministeries weer gescheiden en bleef Baud alleen minister van Koloniën. Ten tijde van Bauds ministerschap speelde met name de herziening van de grondwet. Baud was van mening dat de Kamers ontbonden moesten kunnen worden en dat de herziening van de grondwet met minder belemmeringen gepaard moest gaan. Er was geen ontwerp dat betrekking had op de koloniën, ondanks dat in de Staten-Generaal met kracht aangedrongen was op de beperking van de macht van het opperbestuur in het beschikken over de inkomsten der koloniën. Baud was bepaald een voorstander van het behoud van de opperste wetgevende macht in Nederlands-Indië aan de koning, vond dat (beperking van de macht) echter wel rechtvaardig voor zover het het beschikken over het batig saldo ten gevolge van het cultuurstelsel betrof en het gelukte hem de regering te bewegen op 18 maart 1840 een ontwerp in te dienen tot aanvulling van artikel 60 der grondwet met twee bepalingen. De eerste had betrekking op de inlichtingen der Staten-Generaal omtrent ontvangsten en uitgaven der koloniën en de tweede op de regeling bij wet van het batig slot.
Bij het optreden van Baud als minister van Koloniën bevond hij zich tegenover een uitgeputte natie en een lege schatkist. Terwijl zijn collega van Financiën van de Nederlandse natie buitengewone offers vorderde diende Baud zorg te dragen dat door grote zuinigheid in het bestuur en strenge handhaving van het cultuurstelsel de Indische bijdragen de Nederlandse schatkist te hulp kwamen. Bij het begin van zijn bestuur bedroeg de schuld aan de Nederlandsche Handel-Maatschappij 39 miljoen en de gehele oogst van 1840 was aan die maatschappij verpand. Door het sluiten van de zogenaamde kapitalisatie- en consignatiecontracten kon een geleidelijke afdoening van de schuld plaatsvinden en werd in de direct nodige middelen voorzien. Bij de behandeling der instructie van de Algemene Rekenkamer verzette Baud zich ertegen dat aan haar ook de controle van de Indische rekeningen werd opgedragen; hij werkte echter wel mee aan de benoeming van een commissie van controle op de algemene rekeningen der koloniën, waarvan ook leden der Staten-Generaal lid waren.

### Overige Indische zaken

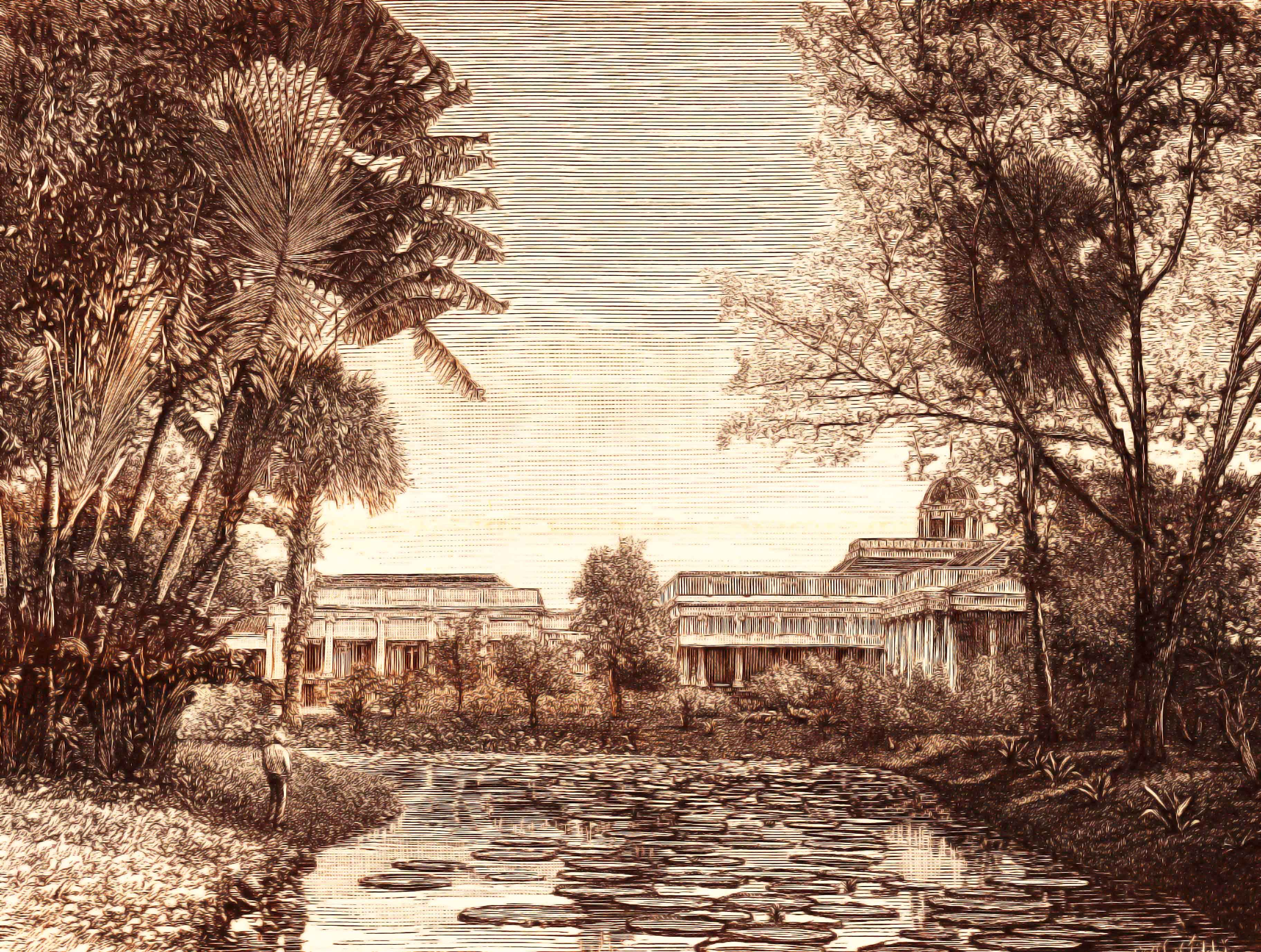
Paleis van de gouverneur-generaal in Nederlands-Indië

Vóór december 1839 nam de minister van Koloniën nooit deel aan de beraadslagingen in de Kamers maar sinds 1840 werden de handelingen van het koloniale bestuur uitgebreid besproken in de Tweede Kamer en was Baud steeds bereid de inlichtingen te geven die men verlangde. Maar tegenover het zich steeds meer openbarend verlangen om aan de Kamers een grotere invloed op de koloniale zaken te geven bleef hij het gevoel verdedigen, dat in de koloniën zowel de wetgevende als de administratieve macht door één hoofd moest worden uitgeoefend. Bij herhaling bestreed hij de te grote inmenging der Kamers in het bestuur van de overzeese bezittingen. Onder het ministerschap van Baud werd het stelsel der cultures gehandhaafd, maar werd tevens getracht niet een te grote druk op de inlandse bevolking te leggen. Baud streefde wat de Buitenbezittingen betreft er naar de omvang van de Nederlandse soevereiniteit en de rechten waarop die steunde vast te stellen maar huldigde overigens zo veel mogelijk het stelsel van onthouding. Onder het minsterschap van Baud kwamen verder bepalingen tot stand voor de opleiding van ambtenaren voor de burgerlijke dienst in Nederlands-Indië aan de Delftse academie, werd het muntstelsel herzien en werden in 1845 voor Nederlands-Indië algemene bepalingen van wetgeving, een reglement op de rechterlijke organisatie en het beleid van justitie herzien, een burgerlijk wetboek en een wetboek van koophandel ingesteld en een aantal daarmee verband houdende wettelijke verordeningen vastgesteld. Ook werden nu de eerste poging gedaan tot inlands onderwijs.

### Overige aangelegenheden
Pogingen om de vervallen toestand van Suriname te verbeteren die door Baud werden aangewend, hadden niet het gewenste succes. Een proef met kolonisatie (van 384 Nederlanders) mislukte. De afschaffing van de slavernij in West-Indië kon door Baud nog niet worden opgelost. In de zomer van 1845 vergezelde Baud de koning op een officieel bezoek aan het Engelse hof en had daardoor gelegenheid zich met de hoofden van het Britse staatsbestuur te onderhouden over enige hangende kwesties. In 1846 had hij een belangrijk aandeel in het tot stand komen van een belangrijk handelstraktaat met België. Intussen kwam het verlangen tot herziening van de grondwet steeds meer tot uitdrukking. Baud trad in 1847 op als voorzitter van een commissie van ministers, belast met de uitwerking van de persoonlijke ontwerpen hiertoe van de Koning. Als gevolg hiervan werden op 8 maart 1848 27 ontwerpen van wet aan de Staten-Generaal gezonden. Inzake de koloniën werd daarin een belangrijk beginsel aangenomen, namelijk dat de regeringsreglementen voor de koloniën door de rijkswetgever zouden worden vastgesteld. Toen de koning daarop door de gebeurtenissen in verschillende landen van Europa tot de mening kwam dat de ingeleverde ontwerpen onvoldoende waren en - buiten de ministers om - aan de Tweede Kamer te kennen had gegeven dat hij bereid was de voorstellen tot grondwetsherziening, die hem gedaan zouden worden, in overweging te nemen, verzochten de ministers hun ontslag, dat op 25 maart 1848 werd verleend.

## Latere loopbaan
In september 1850 nam Baud zitting in de Tweede Kamer voor Rotterdam en - na de ontbinding van de Kamer naar aanleiding van de Aprilbeweging in 1853 - voor Amsterdam. In die betrekking deed Baud geregeld zijn stem horen. Toen bij de discussies in december 1850 over de begroting van de koloniën van 1851 Bartholomeus Sloet tot Oldhuis en Wolter Robert van Hoëvell verschrikkelijke verhalen vertelden over de interne toestand van Java en Baud verweten dat het kwaad was ontstaan door de beginselen die hij vanaf 1830 had voorgestaan, waarvan hij later de gevolgen niet meer kon stuiten, verkreeg Baud de indruk dat er wel wat waarheid in die beweringen school. Er waren inderdaad veronrustende verschijnselen op Java waargenomen, als het vergen van onwettige herendiensten en knevelarijen. Na de dood van gouverneur-generaal George Isaäc Bruce werd Albertus Jacobus Duymaer van Twist benoemd en bood Baud zich geheel vrijwillig aan hem te vergezellen om een onderzoek te doen naar de oorzaken van de verkeerde uitwerking van het cultuurstelsel. Dit aanbod werd echter niet aangenomen. Bij Koninklijk Besluit van 29 november 1853 werd Baud benoemd tot voorzitter van een staatscommissie om te onderzoeken op welke wijze de slaven-emancipatie in de Nederlandse koloniën zou moeten geschieden. In de zitting van 1853-1854 nam hij deel aan de behandeling van het wetsontwerp tot regeling van het muntwezen in Nederlands-Indië en oefende hij een belangrijke invloed uit bij die van het ontwerp-regeringsreglement voor Nederlands-Indië. Tijdens de debatten over de ontwerp-wet op het lager onderwijs handelde Baud als een ijverig, maar verdraagzaam protestant, die eerbied had voor de overtuiging van anderen. Hij huldigde de leer dat wetgevers en uitvoerders der wetten niets moeten verrichten waardoor men het dogma, waaraan zij inderdaad geloven, zouden kunnen vermoeden.
In september 1858 nam Baud wegens gezondheidsredenen ontslag als lid van de Tweede Kamer. Bij Koninklijk Besluit van 25 september werd hij in de Nederlandse adel verheven met de titel van baron, overgaande op zijn mannelijke afstammelingen bij recht van eerstgeboorte. Negen maanden later overleed hij. Baud was een groot voorstander van beoefening der koloniale wetenschappen en een der stichters van het Instituut voor de Taal- Land- en Volkenkunde van Nederlands-Indië. Hij sprak vloeiend Frans, Engels, Spaans, Portugees en Javaans. Een geschrift van hem is Het ontslag van J.D. Kruseman als directeur-generaal van Financiën in Nederlands-Indië, nader toegelicht door J.C. Baud, ex-minister van Koloniën (1848, pag. XVI-XVIII). In een necrologie werd over Baud gemeld: Hij was een der weinigen uit die tijd die zich terugtrokken met het bewustzijn dat hij alleen zijn innige overtuiging tot richtsnoer van zijn daden had aangenomen en die weigerde om "het offerfeest der politieke overtuigingen op het altaar des Vaderlands" mede te vieren. Tot in zijn laatste dagen bleef zijn geest levend en vol kracht, zodat hij nog in die laatste tijd het voorzitterschap aanvaardde van een commissie die de leden van de Maatschappij van Weldadigheid benoemd hadden om hun belangen bij de regering voor te staan. Baud was in september 1835 door koning Willem I benoemd tot commandeur in de Orde van de Nederlandse Leeuw. Hij werd later bevorderd tot Grootkruis in deze Orde, was Grootkruis in de Leopoldsorde van België en werd benoemd tot minister van Staat.

### Brievenuitgaven
- Briefwisseling tussen J. van den Bosch en J.C. Baud, 1829-1832 en 1834-1836. 2 delen. Utrecht, 1956
- De semi-officiële en particuliere briefwisseling tussen J.C. Baud en J.J. Rochussen 1845-1851: en enige daarop betrekking hebbende andere stukken. 3 delen. Assen, 1983